# Eriopyga metaleuca
Eriopyga metaleuca är en fjärilsart som beskrevs av Druce 1908. Eriopyga metaleuca ingår i släktet Eriopyga och familjen nattflyn. Inga underarter finns listade i Catalogue of Life.